# Europamästerskapen i friidrott 1971
Europamästerskapen i friidrott 1971 var de tionde Europamästerskapen i friidrott genomfördes 10 augusti – 15 augusti 1971 på Olympiastadion i Helsingfors, Finland.
Under tävlingarna slogs tre världsrekord och dessutom två europarekord.
Östtyskland vann medaljligan för tredje europamästerskapen i rad, före Sovjetunionen, Västtyskland och Storbritannien.

## Förkortningar
- WR = Världsrekord
- ER = Europarekord
- CR = Mästerskapsrekord

## Medaljörer, resultat

### Herrar
| Gren               | Guld                                                                                 | Guld         | Silver                                                              | Silver  | Brons                                                                     | Brons   |
| 100 meter          | Valerij Borzov Sovjetunionen                                                         | 10,3 (CR)    | Gerhard Wucherer Västtyskland                                       | 10,5    | Vassilios Papageorgopoulos Grekland                                       | 10,6    |
| 200 meter          | Valerij Borzov Sovjetunionen                                                         | 20,3 (CR)    | Franz-Peter Hofmeister Västtyskland                                 | 20,7    | Jörg Pfeifer Östtyskland                                                  | 20,7    |
| 400 meter          | David Jenkins Storbritannien                                                         | 45,5 (CR)    | Marcello Fiasconaro Italien                                         | 45,5    | Jan Werner Polen                                                          | 45,6    |
| 800 meter          | Jevgenij Arzjanov Sovjetunionen                                                      | 1.45,6 (CR)  | Dieter Fromm Östtyskland                                            | 1.46,0  | Andrew Carter Storbritannien                                              | 1.46,2  |
| 1 500 meter        | Francesco Arese Italien                                                              | 3.38,4 (CR)  | Henryk Szordykowski Polen                                           | 3.38,7  | Brendan Foster Storbritannien                                             | 3.39,2  |
| 5 000 meter        | Juha Väätäinen Finland                                                               | 13.32,6 (CR) | Jean Wadoux Frankrike                                               | 13.33,6 | Harald Norpoth Västtyskland                                               | 13.33,8 |
| 10 000 meter       | Juha Väätäinen Finland                                                               | 27.52,8 (CR) | Jürgen Haase Östtyskland                                            | 27.53,4 | Rasjid Sjarafjetdinov Sovjetunionen                                       | 27.56,4 |
| Maraton            | Karel Lismont Belgien                                                                | 2:13.09 (CR) | Trevor Wright Storbritannien                                        | 2:13.59 | Ron Hill Storbritannien                                                   | 2:14.34 |
| 110 meter häck     | Frank Siebeck Östtyskland                                                            | 14,0         | Alan Pascoe Storbritannien                                          | 14,1    | Lubomir Nádeniček Tjeckoslovakien                                         | 14,3    |
| 400 meter häck     | Jean-Claude Nallet Frankrike                                                         | 49,2 (CR)    | Christian Rudolph Östtyskland                                       | 49,3    | Dimitrij Stukalov Sovjetunionen                                           | 50,0    |
| 3 000 meter hinder | Jean-Paul Villain Frankrike                                                          | 8.25,2)      | Dušan Moravčik Tjeckoslovakien                                      | 8.26,2  | Pavel Sissojev Sovjetunionen                                              | 8.26,4  |
| 4 x 100 meter      | Tjeckoslovakien: Ladislav Kriz Juraj Demec Jiři Kynos Ludvik Bohman                  | 39,3         | Polen: Gerard Gramse Tadeusz Cuch Zenon Nowosz Marian Dudziak       | 39,7    | Italien: Vincenzo Guerini Pietro Mennea Pasqualino Abeti Enneo Preatoni   | 39,8    |
| 4 x 400 meter      | Västtyskland: Horst-Rüdiger Schlöske Thomas Jordan Martin Jellinghaus Hermann Köhler | 3.02,9       | Polen: Andrzej Badeński Jan Balachowski Waldemar Korycki Jan Werner | 3.03,6  | Italien: Lorenzo Cellerino Giacomo Puosi Sergio Bello Marcello Fiasconaro | 3.04,6  |
| 20 km gång         | Nikolai Smaga Sovjetunionen                                                          | 1:27.20 (CR) | Gerhard Sperling Östtyskland                                        | 1:27.29 | Paul Nihill Storbritannien                                                | 1:27.34 |
| 50 km gång         | Venjamin Soldatenko Sovjetunionen                                                    | 4:02.22 (CR) | Christoph Höhne Östtyskland                                         | 4:04.45 | Peter Selzer Östtyskland                                                  | 4:06.11 |
| Höjdhopp           | Kęstutis Šapka Sovjetunionen                                                         | 2,20         | Csaba Dosa Rumänien                                                 | 2,20    | Rustam Achmietov Sovjetunionen                                            | 2,20    |
| Längdhopp          | Max Klauss Östtyskland                                                               | 7,92         | Igor Ter-Ovanesian Sovjetunionen                                    | 7,91    | Stanisław Szudrowicz Polen                                                | 7,87    |
| Stavhopp           | Wolfgang Nordwig Östtyskland                                                         | 5,35 (CR)    | Kjell Isaksson Sverige                                              | 5,30    | Renato Dionisi Italien                                                    | 5,30    |
| Trestegshopp       | Jörg Drehmel Östtyskland                                                             | 17,16        | Viktor Sanejev Sovjetunionen                                        | 17,10   | Carol Corbu Rumänien                                                      | 16,87   |
| Kulstötning        | Hartmut Briesenick Östtyskland                                                       | 21,08 (ER)   | Heinz-Joachim Rothenburg Östtyskland                                | 20,47   | Władysław Komar Polen                                                     | 20,04   |
| Diskuskastning     | Ludvik Danek Tjeckoslovakien                                                         | 63,90 (CR)   | Lothar Milde Östtyskland                                            | 61,62   | Géza Fejér Ungern                                                         | 61,54   |
| Släggkastning      | Uwe Beyer Västtyskland                                                               | 72,36        | Reinhard Theimer Östtyskland                                        | 71,80   | Anatolij Bondartjuk Sovjetunionen                                         | 71,40   |
| Spjutkastning      | Jānis Lūsis Sovjetunionen                                                            | 90,68        | Jānis Doniņš Sovjetunionen                                          | 85,30   | Wolfgang Hanisch Östtyskland                                              | 84,22   |
| Tiokamp            | Joachim Kirst Östtyskland                                                            | 8 196 (CR)   | Lennart Hedmark Sverige                                             | 8 038   | Hans-Joachim Walde Västtyskland                                           | 7 951   |

### Damer
| Gren           | Guld                                                                                  | Guld        | Silver                                                                 | Silver | Brons                                                                                  | Brons  |
| 100 meter      | Renate Stecher Östtyskland                                                            | 11,4        | Ingrid Mickler-Becker Västtyskland                                     | 11,5   | Elfgard Schittenhelm Västtyskland                                                      | 11,5   |
| 200 meter      | Renate Stecher Östtyskland                                                            | 22,7 (CR)   | Györgyi Balogh Ungern                                                  | 23,3   | Irena Szewinska Polen                                                                  | 23,3   |
| 400 meter      | Helga Seidler Östtyskland                                                             | 52,1        | Inge Bödding Västtyskland                                              | 52,9   | Ingelore Lohse Östtyskland                                                             | 52,9   |
| 800 meter      | Vera Nikolić Jugoslavien                                                              | 2.00,0 (CR) | Patricia Lowe Storbritannien                                           | 2.01,7 | Rosemary Stirling Storbritannien                                                       | 2.02,1 |
| 1 500 meter    | Karin Burneleit Östtyskland                                                           | 4.09,6 (WR) | Gunhilde Hoffmeister Östtyskland                                       | 4.10,3 | Ellen Tittel Västtyskland                                                              | 4.10,4 |
| 100 meter häck | Karin Balzer Östtyskland                                                              | 12,9 (CR)   | Annelie Ehrhardt Östtyskland                                           | 13,0   | Teresa Sukniewicz Polen                                                                | 13,2   |
| 4 x 100 meter  | Västtyskland: Elfgard Schittenhelm Inge Helten Annegret Irrgang Ingrid Mickler-Becker | 43,3 (ER)   | Östtyskland: Karin Balzer Renate Stecher Petra Vogt Ellen Stropah      | 43,6   | Sovjetunionen: Ludmila Sjarkova Galina Bucharina Marina Midorova Nadezjda Besfamilnaja | 44,5   |
| 4 x 400 meter  | Östtyskland: Rita Kühn Ingelore Lohse Helga Seidler Monika Zehrt                      | 3.29,3 (WR) | Västtyskland: Anette Rückes Christel Frese Hildegard Falc Inge Bödding | 3.33,0 | Sovjetunionen: Raisa Nikanorova Vera Popkova Nadezjda Kolesnikova Natalia Tjistjakova  | 3.34,1 |
| Höjdhopp       | Ilona Gusenbauer Österrike                                                            | 1,87 (CR)   | Cornelia Popescu Rumänien                                              | 1,85   | Barbara Inkpen Storbritannien                                                          | 1,85   |
| Längdhopp      | Ingrid Mickler-Becker Västtyskland                                                    | 6,76 (CR)   | Meta Antenen Schweiz                                                   | 6,73   | Heide Rosendahl Västtyskland                                                           | 6,66   |
| Kulstötning    | Nadezjda Tjizjova Sovjetunionen                                                       | 20,16       | Marita Lange Östtyskland                                               | 19,25  | Margitta Gummel Östtyskland                                                            | 19,22  |
| Diskuskastning | Faina Melnik Sovjetunionen                                                            | 64,22 (WR)  | Liesel Westermann Västtyskland                                         | 61,68  | Ludmila Moravjeva Sovjetunionen                                                        | 59,48  |
| Spjutkastning  | Daniela Jaworska Polen                                                                | 61,00 (CR)  | Ameli Koloska Västtyskland                                             | 59,40  | Ruth Fuchs Östtyskland                                                                 | 59,16  |
| Femkamp        | Heide Rosendahl Västtyskland                                                          | 5 299 (CR)  | Burglinde Pollack Östtyskland                                          | 5 275  | Margrit Herbst Östtyskland                                                             | 5 179  |

## Medaljfördelning
| Medaljfördelning |                 |      |        |       |        |
| Plats            | Land            | Guld | Silver | Brons | Totalt |
| 1                | Östtyskland     | 12   | 13     | 7     | 32     |
| 2                | Sovjetunionen   | 8    | 3      | 8     | 19     |
| 3                | Västtyskland    | 5    | 6      | 5     | 16     |
| 4                | Storbritannien  | 2    | 4      | 6     | 12     |
| 5                | Frankrike       | 2    | 1      | 1     | 4      |
|                  | Tjeckoslovakien | 2    | 1      | 1     | 4      |
| 7                | Finland         | 2    | -      | -     | 2      |
| 8                | Polen           | 1    | 3      | 5     | 9      |
| 9                | Italien         | 1    | 1      | 2     | 4      |
| 10               | Belgien         | 1    | -      | -     | 1      |
| 11               | Jugoslavien     | 1    | -      | -     | 1      |
|                  | Österrike       | 1    | -      | -     | 1      |
| 13               | Rumänien        | -    | 2      | 1     | 3      |
| 14               | Sverige         | -    | 2      | -     | 2      |
| 15               | Ungern          | -    | 1      | 1     | 2      |
| 16               | Schweiz         | -    | 1      | -     | 1      |
| 17               | Grekland        | -    | -      | 1     | 1      |